# 막팔 이사베코바
막팔 아브디마나프키지 이사베코바(카자흐어: Мақпал Абдыманапқызы Исабекова, 1984년 2월 21일 ~ )는 카자흐스탄의 가수이다. 2004년에 방송된 팝 아이돌의 카자흐스탄판 버전인 슈퍼스타 KZ(SuperStar KZ)에서 6위를 차지했다.

## 음반
- 2005: Первый поцелуй
- 2008: Мен жайлы
- 2009: Улетаю